# Mannelijke onderwerping

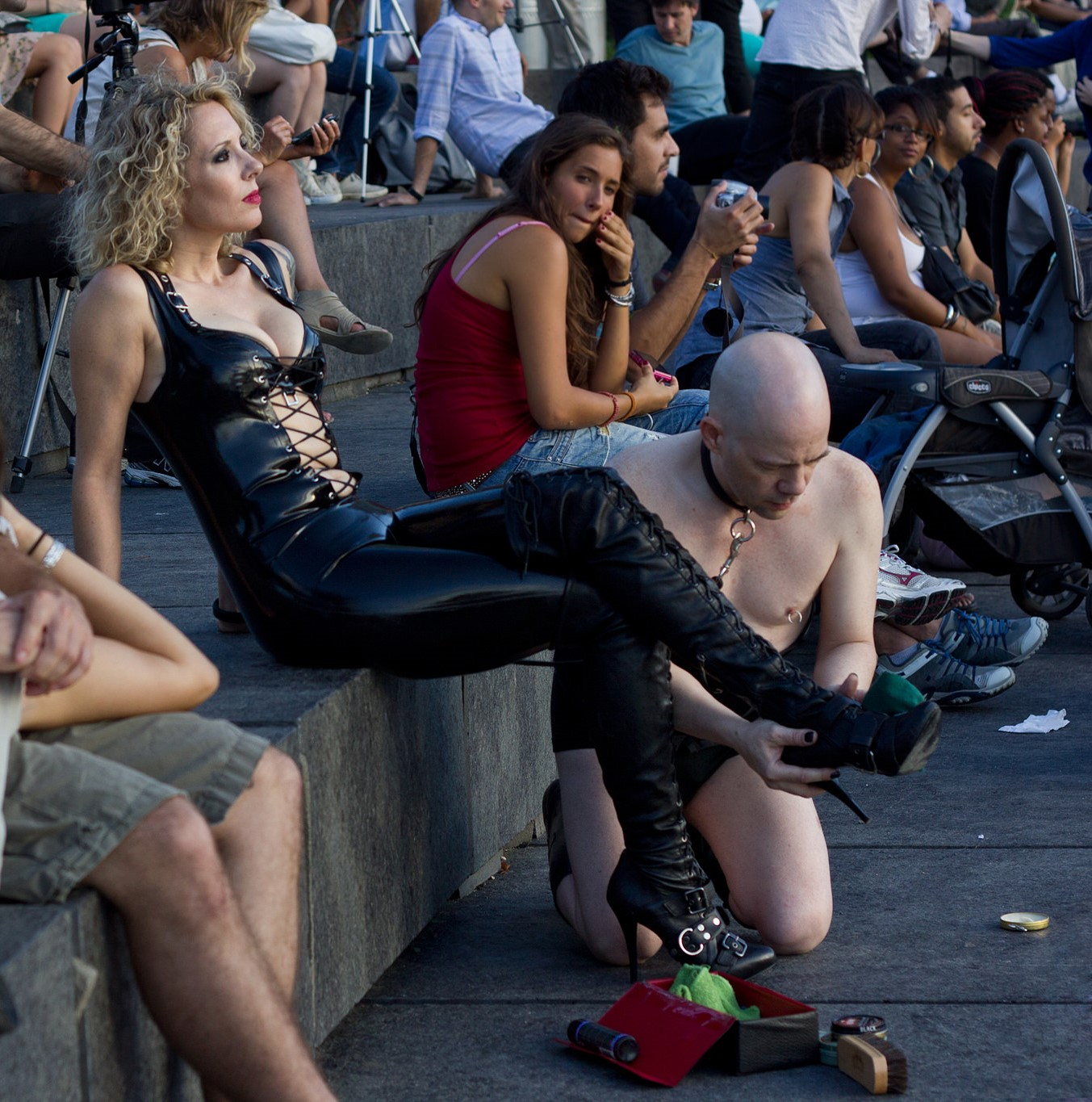
Een halfnaakte mannelijke onderdanige die de laars schoonmaakt van een dominatrix (in latexkleding) in een openbaar park in Dumbo, Brooklyn, NYC, 2011

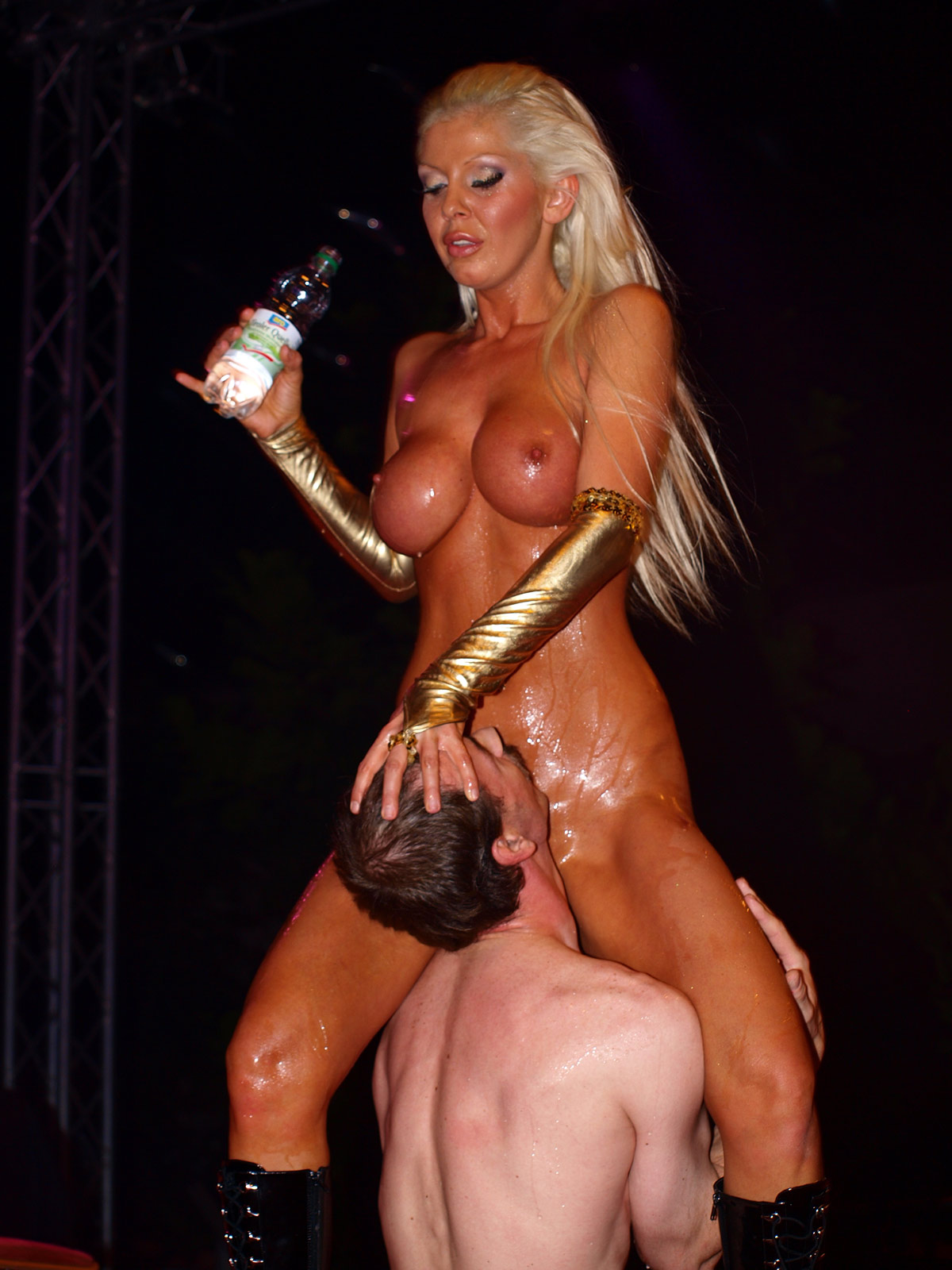
Een performance van een dominatrix met een onderdanige man tijdens een seksshow

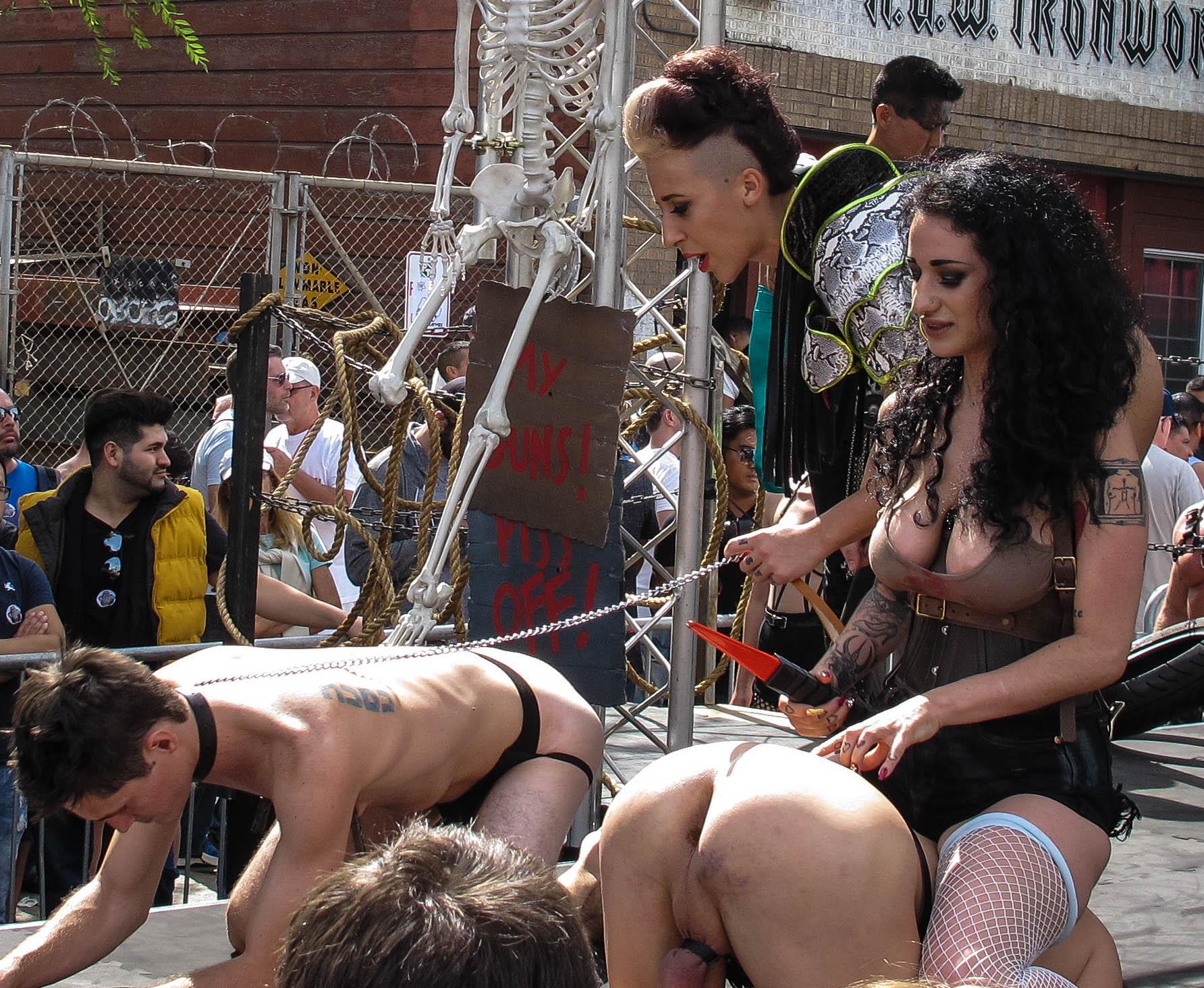
Twee dominante vrouwen die hun onderdanige mannen vernederen tijdens de Folsom Street Fair.

Mannelijke onderwerping, male submission of malesub is een situatie in BDSM en andere seksuele activiteiten waarbij de onderdanige partner een man is. Een vrouw die een mannelijke onderdanige domineert, wordt een dominatrix genoemd. De seksuele activiteit tussen een mannelijke onderdanige en een dominatrix wordt femdom genoemd. Een onderzoek uit 2015 geeft aan dat 46,6% van de mannen die actief zijn in BDSM een voorkeur uitsprak voor een onderdanige rol, 24% wisselt af en 29,5% geeft de voorkeur aan de dominante rol.

## Soorten onderdanigheid
Mannelijke onderwerping in BDSM kan veel verschillende vormen aannemen en omvat een verscheidenheid aan activiteiten, waaronder kuisheid, cuckoldry, erotische vernedering, facesitting, golden showers, pegging, voetfetisjisme en CFNM.

## Geschiedenis
In de 18e eeuw begonnen sommige Europese bordelen zich te specialiseren in vastbinding en geseling, en andere activiteiten waarbij vrouwen domineerden en mannen werden onderworpen.